# きょん
きょん（1987年11月18日 - ）は、日本のお笑い芸人、俳優。お笑いコンビ「コットン」のボケ担当であり、アイドルグループ吉本坂46のメンバーである。埼玉県草加市出身。さそり座。本名、富士田 恭兵（ふじた きょうへい）。R-1グランプリ2023準優勝。妻はタレントのまつきりな。

## 略歴
國學院大学法学部卒業。大学時代はカフェサークル（レンタルスペースを借りてカフェを経営するサークル）に所属。芸人になる前はIT関係の会社に1年だけ営業職で勤めていた。きょんも西村と同様、1年間働いた後に芸人になると決めていた。営業成績で1番になり、社長賞ももらうほど成績がすごかったとのこと。
その後、東京NSCに17期生として入学し、2012年に西村真二とのコンビ「ラフレクラン」（2021年4月に「コットン」に改名）を結成。
2012年9月投票、同年10月11日に開票が行われた無限大総選挙において359名中27位（元井下好井・好井と同じ順位である）。
2023年にR-1グランプリの決勝にラストイヤーで初進出。ファーストステージを2位で通過したものの、最終決戦で田津原理音に1票差で敗れた。
2025年7月3日、タレントのまつきりなとの結婚を発表。併せてまつきが第1子を妊娠、秋ごろに出産予定であることも明らかにした。

## 人物
- 特技は絵画、バランスボール[10]、卓球（元卓球部。県でベスト4になった実績あり[10]）。サッカーでは県選抜メンバーに選ばれたこともある[10]。
- 芸人になることはなかなか親に言い出せず、内緒でNSCに入ったという[11]。また、阿部サダヲや竹中直人が好きなことからコメディ俳優になろうとして、ワタナベエンターテインメントの養成所の俳優コースを受験したこともあった[11][12]。
- リズムギャグを得意としている[13]。「AB型の左利き、きょんです！」という自己紹介ギャグがある。
- リズムギャグ「ポテトサラダ」は歌と振付けが独特で話題となり、若者に人気のTikTokで高校生がマネをしたことで流行を生んだ。
- きょんの父親の高校時代の同級生に田代まさし、1年後輩に桑野信義がおり、特に田代とは親友だった。きょんの父は田代と桑野が鈴木雅之らと共にシャネルズ（現ラッツ&スター）を結成する際に誘われたが、断ったという[14]。
- コントでは女性役を演じることがあるが、脚本家の三谷幸喜からはその際の演技力を絶賛されている[15]。
- 2023年4月20日の『プレバト!!』にスクラッチアートの査定において、初挑戦で特待生に昇格を果たした[16]。

## 出演

### テレビ
- ものまねグランプリ - 日本テレビ （2020年10月）
- お願い!ランキング - テレビ東京 （2020年10月26日）
- 今夜くらべてみました - 日本テレビ （2020年10月28日）

### テレビドラマ
- 下剋上球児（TBS、2023年10月15日 - 12月17日） - 青沼健太 役[17]
- パラレル夫婦 死んだ"僕と妻"の真実（関西テレビ・フジテレビ、2025年4月1日 - 6月17日） - 服部大洋 役[18]

### 映画
- ザ・エレクトリカルパレーズ（ニューヨーク Official Channel） - 2020年11月6日公開

### ラジオ
- ひなきょん☆わんぱくラジオ（ShibuyaCross-FM、2019年4月19日 - 2023年2月3日）- 毎週金曜

### 配信ドラマ
- トラックガール（FOD、2023年7月19日） - 吉志満 役[19]
  - トラックガール2（FOD、2025年5月17日 - ）[20]
- スナック透明館（YouTube、2023年11月7日） - あけみ 役[21]

### CM
- サントリー「ザ・プレミアム・モルツ」（2024年3月25日 - ）[22]

## ライブ

### 主催ライブ
- 相方がインフルエンザになった時のためのピンネタライブ - ヨシモト∞ドーム2
  - 2015年10月10日
  - 2017年7月11日・9月12日・11月14日・12月19日
  - 2018年1月23日・12月18日
  - 2019年2月19日・6月18日・10月15日
  - 2020年2月25日

### その他の出演
- 『おまめ』 - ヨシモト∞ドームステージ1
  - 2019年2月24日・5月21日・8月26日・10月17日

### 過去の出演
- ツムリ倶楽部 - （2014年5月28日）
- 沼津サイコーなやつら - 沼津ラクーンよしもと劇場 （2020年11月21日）

## 作品

### シングル
吉本坂46
- 君の唇を離さない（2018年12月26日、SRCL-11018） - EAN 4547366384574（「RED」名義）
- やる気のない愛をThank you!（2019年5月8日、SRCL-11150/1） - EAN 4547366402902（「RED」名義）